# Sharon Rendle
Sharon Susan Rendle (Kingston upon Hull, 18 de junio de 1966) es una deportista británica que compitió en judo.
Participó en los Juegos Olímpicos de Barcelona 1992, obteniendo una medalla de bronce en la categoría de –52 kg. Ganó cinco medallas en el Campeonato Mundial de Judo entre los años 1986 y 1995, y cinco medallas en el Campeonato Europeo de Judo entre los años 1987 y 1996.

## Palmarés internacional
| Juegos Olímpicos   | Juegos Olímpicos           | Juegos Olímpicos  | Juegos Olímpicos |
| Año                | Lugar                      | Medalla           | Categoría        |
| ------------------ | -------------------------- | ----------------- | ---------------- |
| 1992               | Barcelona (España)         | Medalla de bronce | –52 kg           |
| Campeonato Mundial |                            |                   |                  |
| Año                | Lugar                      | Medalla           | Categoría        |
| 1986               | Maastricht ( Países Bajos) | Medalla de bronce | –52 kg           |
| 1987               | Essen (RFA)                | Medalla de oro    | –52 kg           |
| 1989               | Belgrado (Yugoslavia)      | Medalla de oro    | –52 kg           |
| 1991               | Barcelona (España)         | Medalla de plata  | –52 kg           |
| 1995               | Chiba (Japón)              | Medalla de bronce | –52 kg           |
| Campeonato Europeo |                            |                   |                  |
| Año                | Lugar                      | Medalla           | Categoría        |
| 1987               | París (Francia)            | Medalla de bronce | –52 kg           |
| 1989               | Helsinki (Finlandia)       | Medalla de bronce | –52 kg           |
| 1990               | Fráncfort (RFA)            | Medalla de oro    | –52 kg           |
| 1995               | Birmingham (Reino Unido)   | Medalla de bronce | –52 kg           |
| 1996               | La Haya (Países Bajos)     | Medalla de oro    | –52 kg           |